# Oxadiazon
Oxadiazon ist ein Wirkstoff zum Pflanzenschutz und eine chemische Verbindung aus der Gruppe der Oxadiazole.

## Gewinnung und Darstellung
Oxadiazon kann durch Reaktion von 1,2,4,5-Tetrachlorbenzol mit Isopropanol, Hydrazin, Pivaloylchlorid und Phosgen gewonnen werden.
Alternativ kann es durch Reaktion von 2,4-Dichlor-5-isopropoxyphenylhydrazin mit Trimethylacetylchlorid und anschließende Reaktion mit Phosgen gewonnen werden.

## Eigenschaften
Oxadiazon ist ein Feststoff, der praktisch unlöslich in Wasser ist.

## Verwendung
Oxadiazon wird als Vorauflauf- und Nachauflaufherbizid verwendet. Es wird vor allem bei Baumwolle, Reis, Soja und Sonnenblumen eingesetzt und wirkt durch Hemmung der Protoporphyrinogen-Oxidase (PPO).

## Zulassung
Oxadiazon ist ein in der Europäischen Union mit gewissen Auflagen zugelassener Pflanzenschutzwirkstoff.
In der Schweiz, in Deutschland und Österreich sind allerdings keine Pflanzenschutzmittel-Produkte mit diesem Wirkstoff zugelassen, jedoch in Portugal. Zudem wird der von Bayer hergestellte Wirkstoff auch auf dem brasilianischen und südafrikanischen Markt vertrieben. In den USA wurde es 1978 zugelassen.